# Cv-ketel

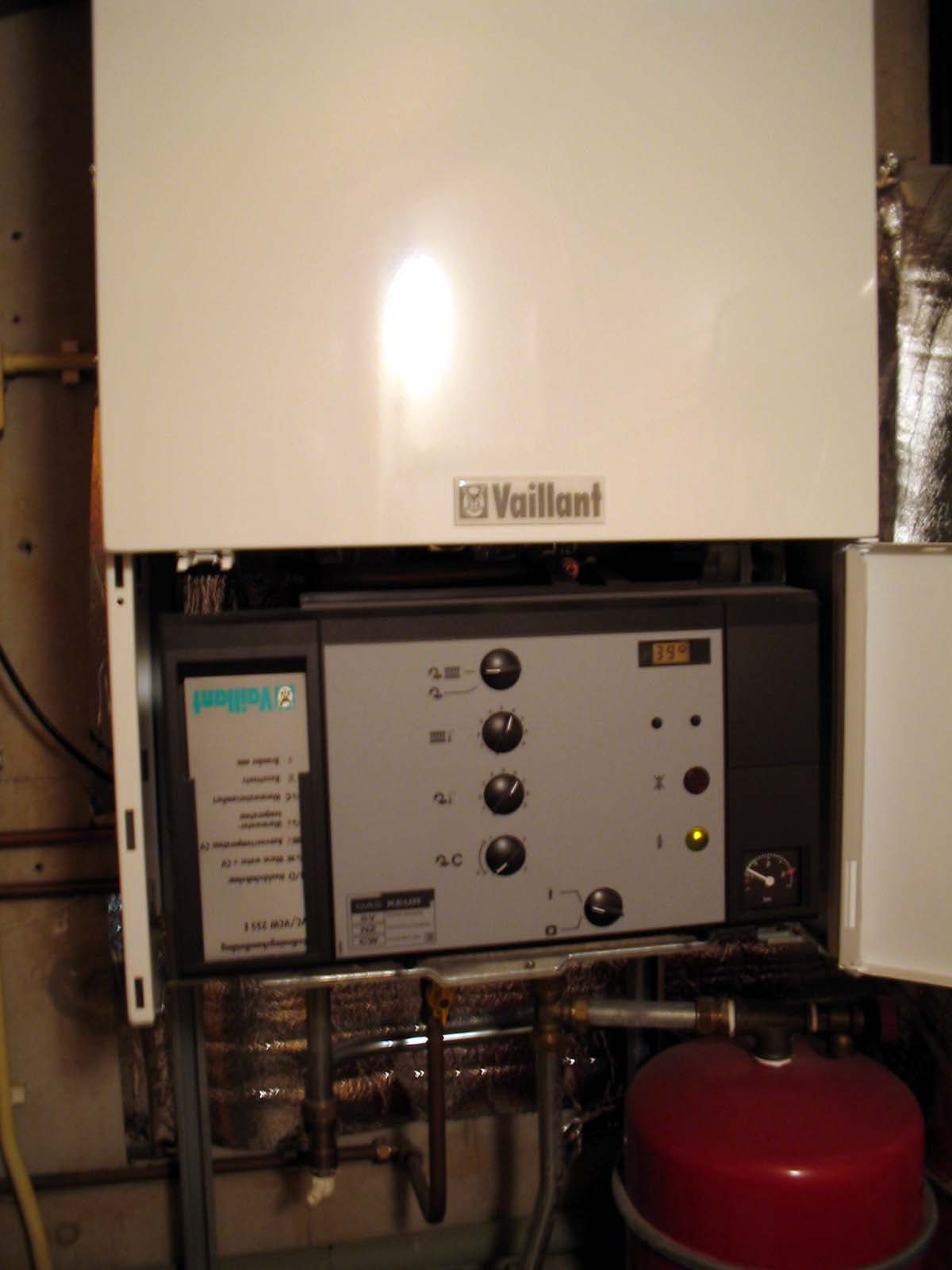
Cv-ketel op aardgas

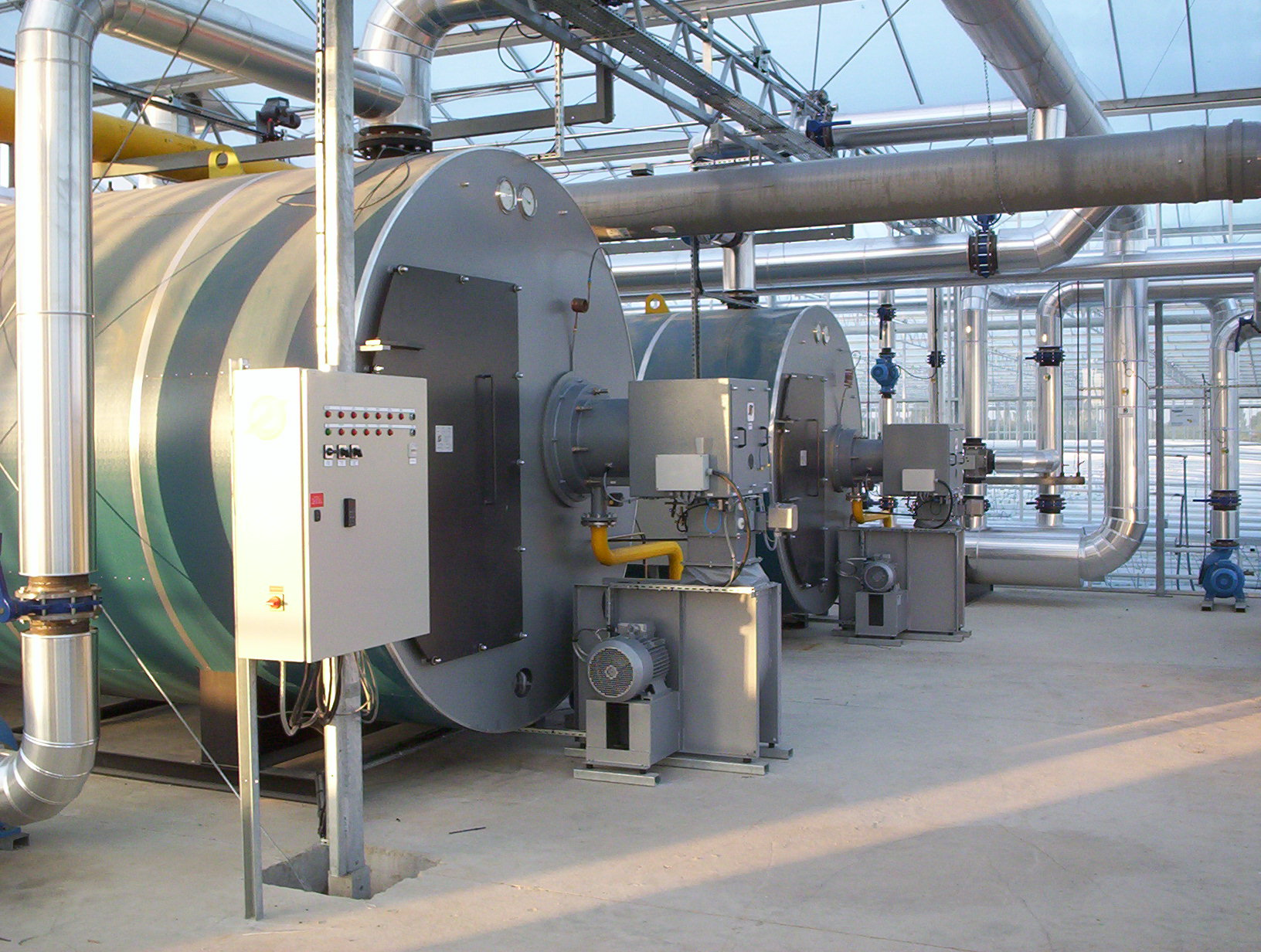
Grote capaciteit cv-ketel met aardgasbrander

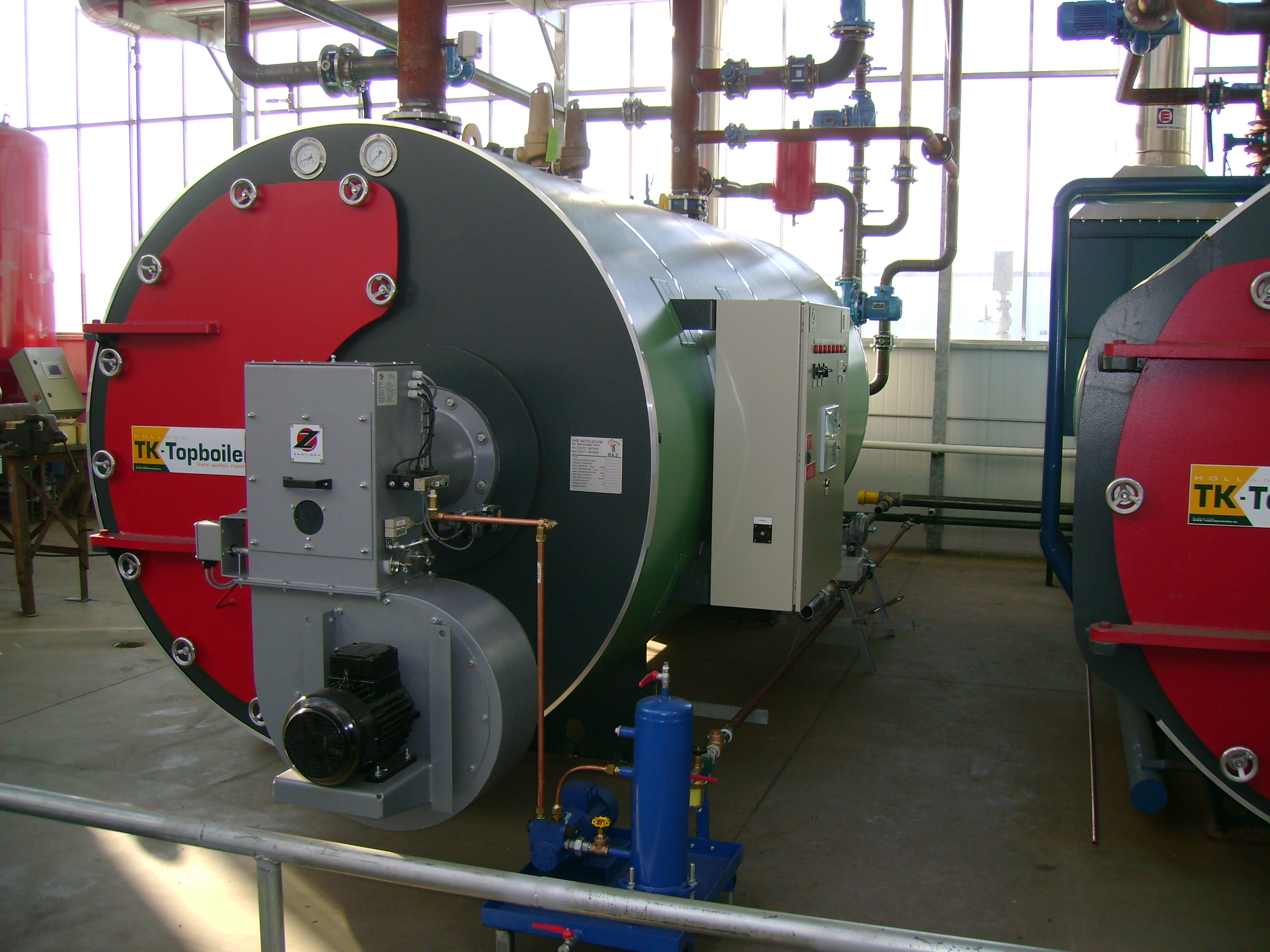
Grote capaciteit cv-ketel met aardgas-/oliebrander

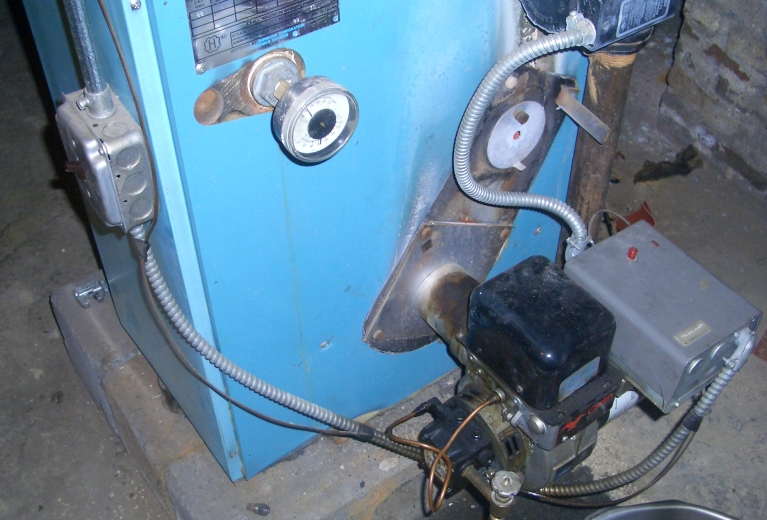
Cv-ketel op stookolie

Een cv-ketel of voluit centraleverwarmingsketel is het onderdeel van een centraleverwarmingsinstallatie dat voor warm water zorgt waarmee de verblijven in een pand verwarmd worden. Dit systeem wordt de centrale verwarming genoemd. Een combiketel zorgt tevens voor het warme tapwater in een woning.
Een cv-ketel werkt meestal op aardgas of stookolie en verhit met een brander het water in een gesloten systeem. Een circulatiepomp zorgt voor de circulatie van het warme water in het systeem. De cv-ketel is aangesloten op een rookafvoerkanaal of schouw om het rookgas af te voeren. De ruimtetemperatuur wordt meestal geregeld door een thermostaat.

## Werking
Bij een conventionele gasgestookte cv-ketel zal bij warmtevraag van de kamerthermostaat de circulatiepomp in werking treden waardoor het cv-water door de installatie zal gaan circuleren. Tegelijkertijd zal de (hoofd)gasklep in het gasregelblok worden geopend waardoor het gas naar de branders wordt gevoerd, waar het vervolgens wordt ontstoken door een altijd brandende waakvlam of elektronische ontsteking. De rookgasafvoer leidt de rookgassen naar buiten. De branders verhitten het water dat door de warmtewisselaar stroomt.
De circulatiepomp zorgt dat het opgewarmde water via de leidingen naar de radiatoren stroomt. Deze geven de warmte af aan de ruimte. Het afgekoelde water stroomt terug naar de ketel, waar het vervolgens weer wordt opgewarmd. Als de ingestelde ruimtetemperatuur (bijna) wordt bereikt zal de gastoevoer naar de branders worden afgesloten, waardoor de warmteafgifte aan het ketelwater wordt gestopt. Is er tussentijds geen warmtevraag dan zal de circulatiepomp na een nalooptijd (circa 15 min.) worden uitgeschakeld.
Oudere cv-ketels passen de keteltemperatuur niet automatisch aan de warmtevraag aan.
Moderne ketels passen de aanvoertemperatuur van het water aan afhankelijk van de warmtevraag (dat heet moduleren). De aanvoertemperatuur wordt afgestemd op het seizoen, de instelling van de kamerthermostaat en de isolatie van de woning.
Combiketels verzorgen niet alleen woningverwarming maar leveren ook warm water voor keuken en badkamer.

### Beveiligingen
- Een thermo-elektrische beveiliging (thermokoppel) bewaakt het gasregelblok tegen het uitstromen van onverbrand gas. De werkdruk van de ketel is af te lezen op een manometer, deze is meestal gecombineerd met een meter voor de watertemperatuur.
- De ketelthermostaat zorgt, door het afsluiten van de gastoevoer, dat het cv-water niet warmer wordt dan de ingestelde temperatuur. Mocht de watertemperatuur toch te hoog oplopen, dan zal de maximaalthermostaat de ketel uitschakelen door de gastoevoer naar brander en waakvlam af te sluiten.
- Een droogkookbeveiliging, met name belangrijk voor ketels die op een bovenverdieping geplaatst zijn, zal de gastoevoer naar de brander afsluiten als de waterdruk in de installatie te laag is.
- Een expansievat dat met de cv-leiding is verbonden, corrigeert volume- en drukverschillen van het water die ontstaan door de wisselende temperaturen.
- Een in de installatie opgenomen overstortventiel voorkomt dat de waterdruk te hoog oploopt.
- De rookgasafvoer is voorzien van een trekonderbreker/valwindafleider.
- Inlaatcombinatie (combiketel).

## Rendement
Er is een keuze uit Verbeterd Rendement (VR) en Hoog Rendement (HR). Als minimaal 83% van de energie wordt omgezet in nuttige warmte, spreekt men van "Verbeterd Rendement" (VR), vanaf 90% is er sprake van "Hoog Rendement" (HR).
Ook bestaan er gecombineerde ketels die in de warmtevraag van de woning voorzien, en die met de restwarmte elektriciteit opwekken. Dit gebeurt middels het procedé van een microwarmte-krachtkoppeling.

### Hoogrendementsketel
Een hoogrendementsketel of HR-ketel is een verwarmingsketel op gas die ten opzichte van een conventionele gasketel een hoger rendement heeft, waardoor het gasverbruik lager is. Hoogrendementsketels zijn in 1981 door Nefit voor het eerst in Benelux geïntroduceerd. Een HR-ketel kan de condensatiewarmte van bij de verbranding van een koolwaterstof (meestal aardgas - methaan) ontstane waterdamp benutten doordat deze waterdamp condenseert wanneer het verbrandingsgas het retourwater van de radiatoren voorverwarmt. Dit werkt alleen als het retourwater kouder is dan 55°C, maar hoe kouder hoe beter. De maximale condensatiewarmte van verbrand methaan bedraagt 11 procent. Een VR-ketel (verbeterd rendement ketel) heeft een hoger rendement door de brander met de warmtevraag te laten moduleren. Een VR-ketel heeft een lager rendement dan een (goed afgestelde) HR-ketel.

## Verwarmingsaudit
Een verwarmingsaudit is een eenmalige keuring van een verwarmingsinstallatie waarbij een beoordeling gebeurt van het rendement van de verwarmingsketel en van de ketelgrootte ten opzichte van de verwarmingsbehoeften van het gebouw. Deze keuring, in Europese richtlijn 2010/31/EU voor de lidstaten, wordt verplicht voor alle centrale verwarmingsinstallaties ouder dan 5 jaar.

## Keurmerken
Cv-ketels hebben vaak een Gaskeur: een sticker die onder andere vermeldt of het toestel een HR-ketel is en wat de comfortwaarde is als het toestel voor verwarming van water is bedoeld.
Gaskeur is een kwaliteitskeurmerk. Hierdoor kunnen ketels onderling beter worden vergeleken. De gaskeurmerken geven garanties over energiezuinigheid, comfort, schone verbranding en aansluitmogelijkheden op zonneboilers. Er zijn diverse soorten gaskeuren: Gaskeur-CW, HRww, Gaskeur SV en Gaskeur NZ. De stichting Kiwa NV (voorheen stichting Energie Prestatiekeur) bezit het Gaskeur-kenmerk.
Verder is het zo dat er gelijkwaardigheidverklaringen staan vermeld op de site van de Isso. Deze verklaringen geven inzicht in de technische prestaties van de ketel per fabrikant.
In de databank staan alleen verklaringen van producten/systemen die door het College verklaringen zijn gecontroleerd en vervolgens zijn goedgekeurd. Deze databank is bedoeld voor de Energieprestatiemethode voor nieuwbouw en bestaande bouw. In de databank vindt u dus goedgekeurde verklaringen die als toepassingsgebied de NEN 5128, NEN 2916, NEN 7120, ISSO-publicatie 82.1 en/of ISSO-publicatie 75.1 hebben.